# Vestvågøy
 Vestvågøy este o comună din provincia Nordland, Norvegia.

## Galerie

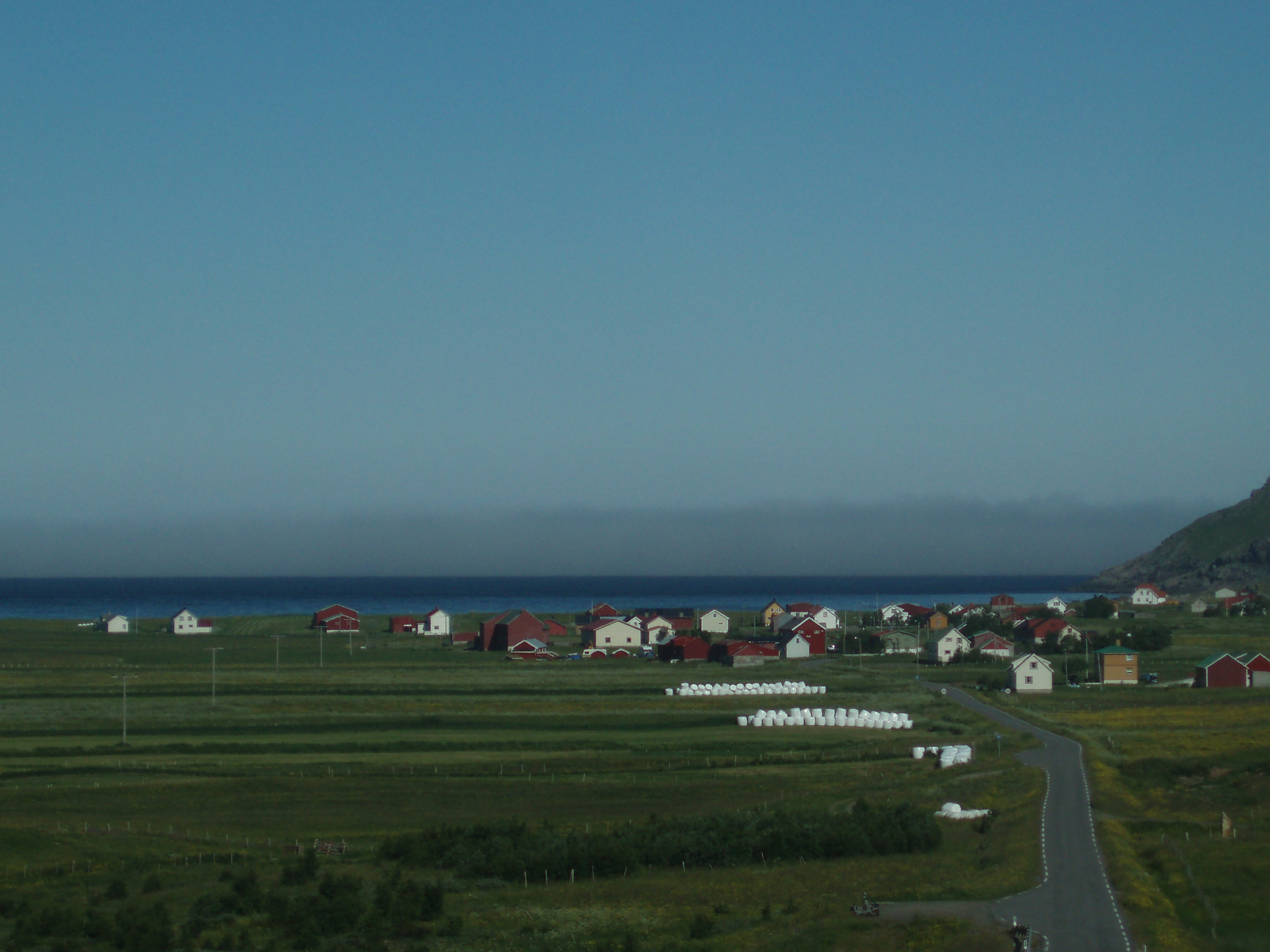
Unstad
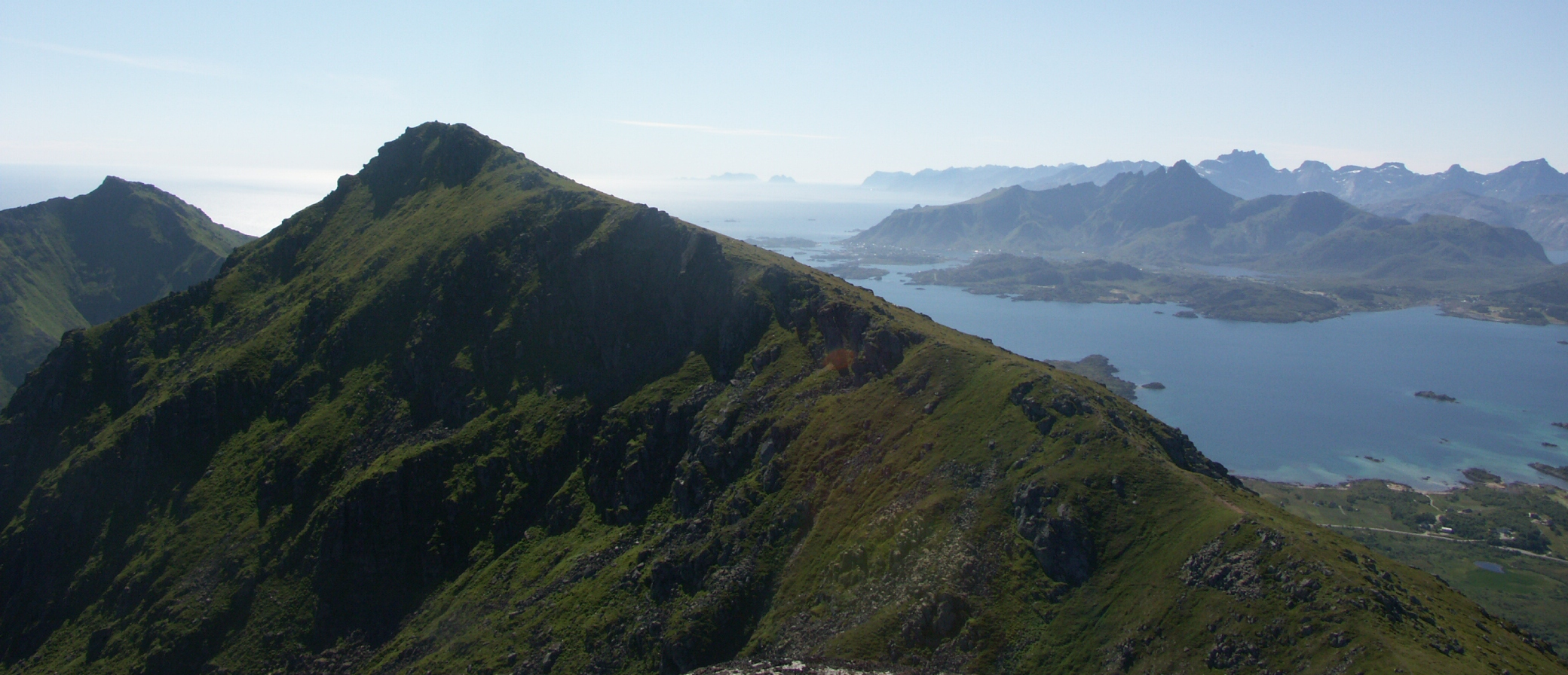
Privire înspre sud-vest de pe piscul Bulitinden
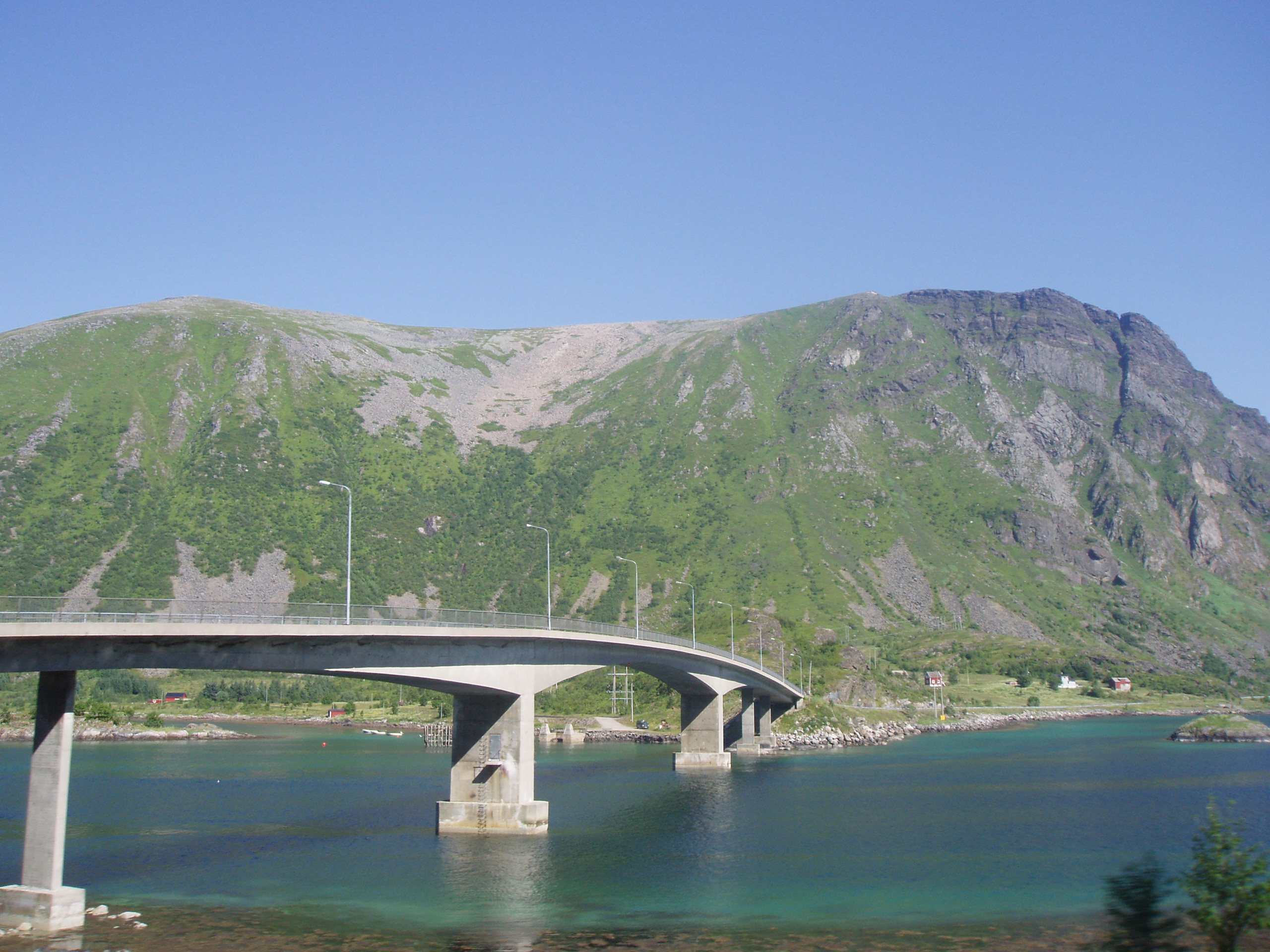
Podul Sundklakkstraumen
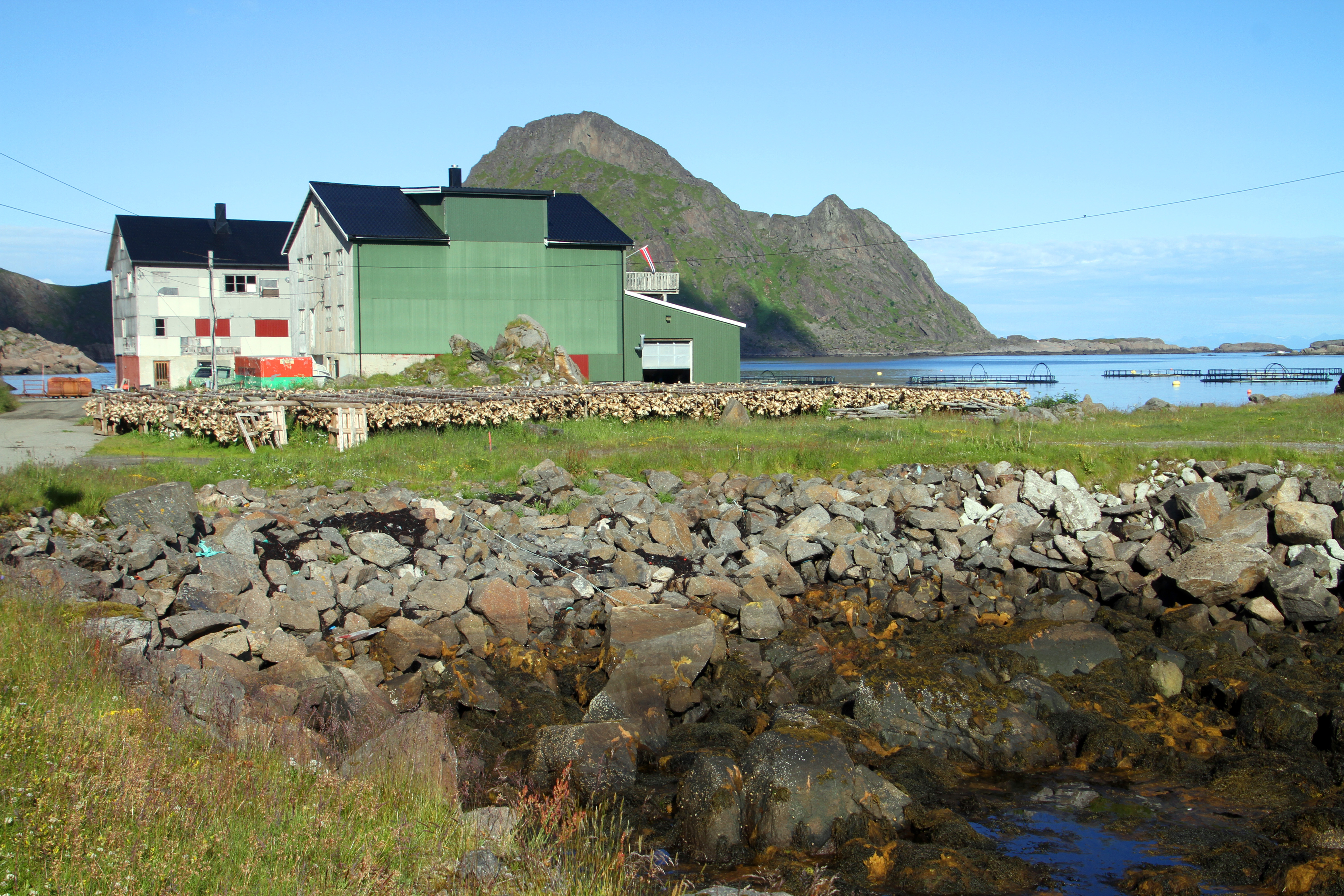
Mortsund